# Tucaro
Tucaro ist eine osttimoresische Aldeia im Suco Nuno-Mogue (Verwaltungsamt Hatu-Builico, Gemeinde Ainaro). 2015 lebten in der Aldeia 644 Menschen.

## Geographie und Einrichtungen
Die Aldeia Tucaro liegt im Süden von Nuno-Mogue. Nördlich befindet sich die Aldeia Hatu-Builico, östlich die Aldeia Lebulau und südlich die Aldeias Nuno-Mogue-Lau und Hato-Seraquei. Im Südwesten grenzt Tucaro an den Suco Manutaci (Verwaltungsamt Ainaro). Im Zentrum befindet sich das Dorf Tucarocoiloco. Einzelne Häuser stehen im Osten der Aldeia.
In Tucarocoiloco befindet sich eine Grundschule.